# Palas de Rei
Palas de Rei è un comune spagnolo di 3 678 abitanti situato nella comunità autonoma della Galizia.

Tappa importante del Cammino di Santiago di Compostela, si trova a circa 67 km dal termine del Cammino stesso, sul percorso storico proveniente da Portomarín.

## Monumenti e luoghi d'interesse
- Chiesa di Vilar de Donas, chiesa lungo il cammino di Santiago.